# Strojna
Strojna – wieś w Słowenii, w gminie Ravne na Koroškem. W 2018 roku liczyła 112 mieszkańców.